# بلیر (آرکانزاس)
بلیر (به انگلیسی: Bellaire) یک منطقهٔ مسکونی در ایالات متحده آمریکا است که در آرکانزاس واقع شده‌است. بلیر ۴۱ متر بالاتر از سطح دریا قرار دارد.